# Michael Aguilar
Michael Aguilar, född 4 september 1979, är en friidrottare från Belize. Han deltog vid olympiska sommarspelen 2004.